# Коттеро, Жан
Жан Коттеро́ (фр. Cottereau, прозванный Chouan; 1757—1794) — предводитель шуанов, от него и получивших своё название.
Был сапожником и контрабандистом в Сент-Бертевене близ Лаваля. 15 августа 1792 года встал во главе мятежа, организованного в интересах короля, и установил отношения с восставшими в Вандее. 29 июля 1794 года был убит в сражении с войсками республики близ Лаваля.